# Nkhotakota
Nkhotakota (abans Kota Kota derivat de la paraula tchihiyao "Ngotangota" que vol dir "Cantonada Cantonada") és una ciutat de Malawi, capital del districte del mateix nom a la Regió Central a la riba del llac Malawi (abans Nyasa) a uns 1500 d'altura, port principal del país. Té una població estimada de 33.150 habitants que s'ha duplicat en 20 anys. El seu districte té 301.000 habitants.

## Història
Nkhotakota fou originalment un grup de llogarets al segle xix. Vers 1845 s'hi van establir un wali o jumbe dedicat al tràfic d'esclaus, i vassall del sultà de Zanzíbar. El primer jumbe Salim ibn Abd Allah hi va arribar procedent de la ciutat àrab de Tabora avui a Tanzània i va establir un estat basat en el comerç d'esclaus i de marfil; al mateix temps Kota Kota, com el van anomenar, fou un centre de difusió de l'islam. El va succeir un altre suahili de nom Mwinyi Mguzo (o Nguzo) que va governar des de vers 1860 a 1876. Al seu darrere va venir Mwinyi Kisutu qualificat com a membre d'una bona família de Zanzíbar. L'explorador i escriptor anglès Henry Bernard Cotterill hi va estar el 1876 i la descriu com una població amb belles mansions quadrades i moltes palmeres. La bandera vermella de Zanzibar estava hissat a la casa del jumbe. Kisutu va col·laborar amb els britànics i quan aquestos van establir el domini a la zona el 1891, tot i ser esclavista, cosa a la qual els anglesos s'oposaven, els va seguir donant suport fins a la seva mort el 1894. El va succeir el seu fill Mwinyi Kheiri que va pujar al tron el 8 de setembre de 1894; el maig de 1895 fou deposat pels britànics per haver conspirat per rebutjar la seva autoritat.
Fou afectada greument per les inundacions del 2001.

## Llista dejumbes
- Salim ibn Abd Allah 1845-1860
- Mwinyi Mguzo (o Nguzo) 1860-1875 o 1876
- Mwinyi Kisutu 1876-1894
- Mwinyi Kheiri 1894-1895